# Référendums de 2014 en Ukraine occupée
 (signalé en mai 2025).
Si vous disposez d'ouvrages ou d'articles de référence ou si vous connaissez des sites web de qualité traitant du thème abordé ici, merci de compléter l'article en donnant les références utiles à sa vérifiabilité et en les liant à la section « Notes et références ».
- Archive Wikiwix
- Bing
- Cairn
- DuckDuckGo
- E. Universalis
- Gallica
- Google
- G. Books
- G. News
- G. Scholar
- Persée
- Qwant
- (zh) Baidu
- (ru) Yandex
- (wd) trouver des œuvres sur Wikidata

Plusieurs référendums à visée séparatiste interviennent dans le sud et l'est de l'Ukraine, régions à majorité ou forte minorité russophone, dans le cadre de l'annexion de la Crimée par la Russie en 2014 puis de la guerre du Donbass. Ces référendums ou plébiscites visent à valider l'indépendance de ces régions préalablement à leur intégration à la fédération de Russie. Il s'agit :
- du référendum sur l'annexion de la république de Crimée à la fédération de Russie,
- des référendums sur l'indépendance de la république populaire de Donetsk et de la république populaire de Lougansk.

Tous ces référendums sont qualifiés de « farce tragique » par les autorités ukrainiennes.